# 月梁
月梁是大木作构件之一，為中國、日本、朝鮮半島、越南传统建筑中梁的一种基本类型。汉代称虹梁，宋代开始称月梁。其特征是梁的两端向下弯曲，梁面弧起，形如彩虹或月牙，故而得名。可分为平梁、乳栿、剳牵等。月梁造八架椽屋是宋《营造法式》的厅堂基本形式，明清时期中国北方建筑少用，而岭南建筑和江南一带厅堂则常用。
在岭南广府地区，用于正立面的月梁在清朝后期衍变出一种叫做虾公梁的麻石构件，遂成为广府地区近代祠堂庙宇的重要特征。在中国的其他地区也有造型类似的梁，譬如吴地的贡式梁。
- 浙江金华太平天国侍王府大堂廊轩的月梁
- 浙江东阳卢宅树德前厅
- 南海大瀝鳳池曹氏大宗祠頭門的蝦公樑
- 韓國忠清北道丹陽郡救仁寺的月梁
- 越南順化皇城大內長廊的月梁
- 日本奈良縣奈良市藥師寺迴廊的月梁